# غصون الطحان
غصون الطحان ممثلة سورية. ولدت غصون الطحان في مدينة دمشق، سوريا وقد بدأت حياتها الفنية عقب انهائها الدراسة فشاركت في العديد من الدراما السورية منها مسلسل (أسعد الوراق) وتخت شرقي مع رشا شربتجي وساعة الصفر مع يوسف رزق بالإضافة إلى دورها في مسلسل (أنا القدس) مع باسل الخطيب عام 2011 ومسلسل ملائكة الأرض مع المخرج سمير وقد حققت انتشارا واسعا في الدراما التلفزيونية بشكل ملحوظ كما تنوعت في أداء مختلف الشخصيات كما انها عملت مع العديد من المخرجين كبار. بدأت في الأعمال البدبوية شاركت في مسلسل «عودة أبو تايه» مع المخرج بسام المصري حيث أديت شخصية «عليا» ثم انتقلتِ إلى الدراما الاجتماعية حيث تتالت الأعمال وشاركت بعدة لوحات ضمن الحلقات التوعوية التي أخرجها المخرج «عروة زريقات» وكان أول انطلاق لها عرفت من خلاله مسلسل «صور عائلية» مع المخرج غازي إبراهيم ثم قدمت مسلسل «وجه العدالة»

## أعمالها

### المسلسلات
- مسلسل سيلفي. 2015
- مسلسل طماشة. 2014
- مسلسل ذيب السرايا. 2013
- مسلسل أبوب الحقيقة. 2012
- مسلسل تخت شرقي. 2010
- مسلسل السائرون نياما. 2010
- مسلسل ساعة الصفر. 2013

## ميني سيت كوم 2011
- Crazy Tv

## روابط خارجية
- غصون الطحان على موقع قاعدة بيانات الأفلام العربية